# Supertaça Cândido de Oliveira 2023
La Supertaça Cândido de Oliveira 2023 è stata la 46ª edizione di tale competizione, la 23ª a finale unica. 
Si è disputata il 9 agosto 2023 tra il Benfica, vincitore della Primeira Liga 2022-2023, e il Porto, vincitore della Taça de Portugal 2022-2023, vedendo trionfare il Benfica alla sua ottava affermazione nel torneo.

## Le squadre
| Squadre | Qualificazione                             | Partecipazioni precedenti (il grassetto indica la vittoria) |
| ------- | ------------------------------------------ | --- |
| Benfica | Vincitore della Primeira Liga 2022-2023    | 20 (1981, 1983, 1984, 1985, 1986, 1987, 1989, 1991, 1993, 1994, 1996, 2004, 2005, 2010, 2014, 2015, 2016, 2017, 2019, 2020)                                                                   |
| Porto   | Vincitore della Taça de Portugal 2022-2023 | 31 (1981, 1983, 1984, 1985, 1986, 1988, 1990, 1991, 1992, 1993, 1994, 1995, 1996, 1997, 1998, 1999, 2000, 2001, 2003, 2004, 2006, 2007, 2008, 2009, 2010, 2011, 2012, 2013, 2018, 2020, 2022) |

## Tabellino
| Arbitro: | Luís Godinho (Évora) |

|                       |           |  |
| Di María 61’ Musa 68’ | Marcatori |  |